# Hygiella nigripes
Hygiella nigripes är en tvåvingeart som beskrevs av Louis-Paul Mesnil 1968. Hygiella nigripes ingår i släktet Hygiella och familjen parasitflugor. Inga underarter finns listade i Catalogue of Life.